# Moebelia berolinensis
Espèce
Synonymes
- Araeoncoides berolinensis Wunderlich, 1969

Moebelia berolinensis est une espèce d'araignées aranéomorphes de la famille des Linyphiidae.

## Distribution
Cette espèce se rencontre en Allemagne et France.

## Habitat
Cette espèce est corticole.

## Description
Les mâles mesurent de 2,0 à 2,2 mm et les femelles de 2,0 à 2,2 mm

## Systématique et taxinomie
Cette espèce a été décrite sous le protonyme Araeoncoides berolinensis par Wunderlich en 1969. Elle est placée dans le genre Entelecara par Wunderlich en 1982 puis dans le genre Moebelia par Wunderlich et Blick en 2006.

## Étymologie
Son nom d'espèce, composé de berolin[um] et du suffixe latin -ensis, « qui vit dans, qui habite », lui a été donné en référence au lieu de sa découverte, Berlin.

## Publication originale
- Wunderlich, 1969 : « Zur Spinnenfauna Deutschlands, IX. Beschreibung seltener oder bisher unbekannter Arten (Arachnida: Araneae). » Senckenbergiana biologica, vol. 50, p. 381-393.